# Takatokwane
Takatokwane is een dorp in het district Kweneng in Botswana. De plaats telt 2728 inwoners (2011).